# Tachia grandifolia
Tachia grandifolia là một loài thực vật có hoa trong họ Long đởm. Loài này được Maguire & Weaver miêu tả khoa học đầu tiên năm 1975.